# Vivy (Frankrijk)
Vivy is een gemeente in het Franse departement Maine-et-Loire (regio Pays de la Loire). De plaats maakt deel uit van het arrondissement Saumur. Vivy telde op 1 januari 2022 2.599 inwoners.

## Geografie
De oppervlakte van Vivy bedroeg op 1 januari 2022 23,17 vierkante kilometer; de bevolkingsdichtheid was toen 112,2 inwoners per km².

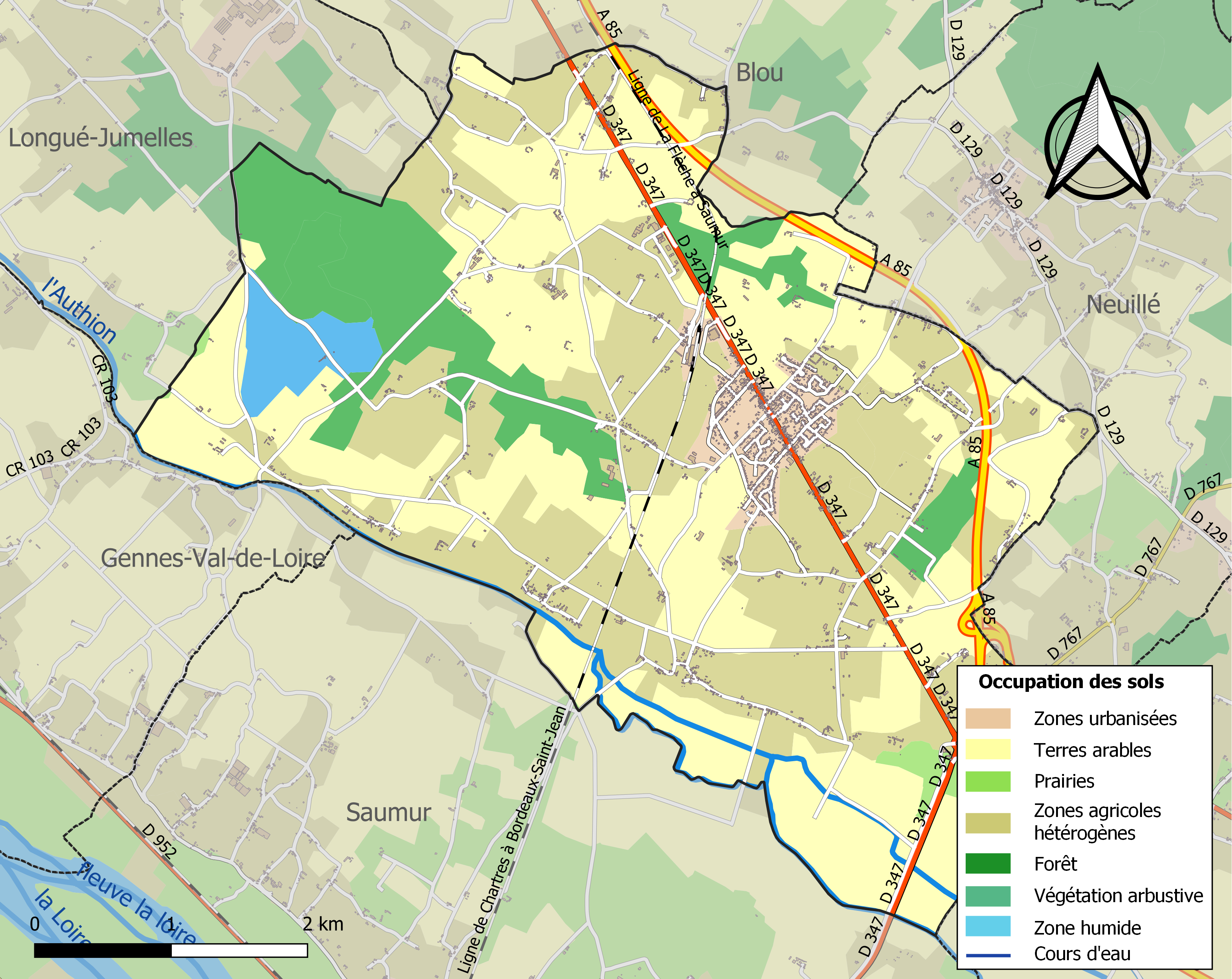
Kaart van de gemeente met de belangrijkste infrastructuur, bodemgebruik en omliggende gemeenten

## Demografie
Onderstaande figuur toont het verloop van het inwonertal (bron: INSEE-tellingen).